# Centuria Sébastien Faure
La Centuria Sébastien Faure era un contingente de anarquistas franceses y anarquistas italianos que integraban la Columna Durruti durante la guerra civil española, nombrado así por el teórico anarquista francés Sébastien Faure. El conformó la Primera Centuria del Grupo Internacional, y consistía en unos cincuenta miembros de Francia, Italia y otros países. Inicialmente constituido por anarquistas de nacionalidad francesa que habían viajado a España para combatir al fascismo, el grupo pronto integró a italianos y anarquistas extranjeros de otros países, como el argelino Sail Mohamed.

## Miembros notables
- Sail Mohamed
- Jean Mayol
- Marcel Montagut
- Pierre Odéon (uno de los fundadores)
- Simone Weil
- George Sossenko
- Antonio Altarriba Lope